# Acmadenia trigona
Acmadenia trigona är en vinruteväxtart som först beskrevs av Eckl. & Zeyh., och fick sitt nu gällande namn av George Claridge Druce. Acmadenia trigona ingår i släktet Acmadenia och familjen vinruteväxter. Inga underarter finns listade i Catalogue of Life.